# 有效種群大小
在群體遺傳學中，有效種群大小是指一個種群中有能力繁殖下一代的個體的數量。美國遺傳學家休厄尔·赖特在兩篇標誌性的論文（Wright 1931, 1938）中引入了有效群體大小（effective population size，又做有效種群大小）這一概念。有效群體大小是很多群體遺傳學模型中的基本參量，通常小於絕對的種群大小（N）。參見小種群大小。

## 定義
有效群體大小可能有兩種定義方式，即方差有效群體大小（variance effective size）和近交有效群體大小（inbreeding effective size）。兩種定義由F-統計衍生而來並緊密相連。

### 方差有效群體大小
在Wright-Fisher理想種群模型中，在給定上一代等位基因頻率{\displaystyle p}時，等位基因頻率{\displaystyle p'}的條件方差爲：
{\displaystyle \operatorname {var} (p'\mid p)={p(1-p) \over 2N}.}
用{\displaystyle {\widehat {\operatorname {var} }}(p'|p)}來表示該當前群體相同或通常更大的方差。方差有效群體大小{\displaystyle N_{e}^{(v)}}定義爲具有相同方差的理想種群的大小。此時令{\displaystyle {\widehat {\operatorname {var} }}(p'|p)}和{\displaystyle \operatorname {var} (p'|p)}相等並對{\displaystyle N}求解，可得到
{\displaystyle N_{e}^{(v)}={p(1-p) \over 2{\widehat {\operatorname {var} }}(p)}.}

### 近交有效群體大小
另一種定義，近交有效群體大小通過近交係數相鄰兩代之間的變化來計算，此時Ne定義爲和理想群體的具有相同近交變化的種群大小。此處文字參照Kempthorne (1957)。
對於理想群體，近交係數依以下遞歸方程式計算
{\displaystyle F_{t}={\frac {1}{N}}\left({\frac {1+F_{t-2}}{2}}\right)+\left(1-{\frac {1}{N}}\right)F_{t-1}} 。
利用回歸交配指數(1 − F)代替近交指數得到近似遞歸方程式
{\displaystyle 1-F_{t}=P_{t}=P_{0}\left(1-{\frac {1}{2N}}\right)^{t}} 。
每一世代的差值是
{\displaystyle {\frac {P_{t+1}}{P_{t}}}=1-{\frac {1}{2N}}} 。
通過解
{\displaystyle {\frac {P_{t+1}}{P_{t}}}=1-{\frac {1}{2N_{e}^{(F)}}}}
可得出近交有效群體大小爲
{\displaystyle N_{e}^{(F)}={\frac {1}{2\left(1-{\frac {P_{t+1}}{P_{t}}}\right)}}}
，儘管研究者很少直接使用這個方程式。

## 舉例

### 種群大小的變化
種群大小隨時間變化。假設有t個互相不重疊的世代，那麼有效種群大小由種群的調和平均數得出：
{\displaystyle {1 \over N_{e}}={1 \over t}\sum _{i=1}^{t}{1 \over N_{i}}}
例如，若6個世代（t = 6）的種群大小N = 10, 100, 50, 80, 20, 500，則有效種群大小爲：
| {\displaystyle {1 \over N_{e}}} | {\displaystyle ={{\begin{matrix}{\frac {1}{10}}\end{matrix}}+{\begin{matrix}{\frac {1}{100}}\end{matrix}}+{\begin{matrix}{\frac {1}{50}}\end{matrix}}+{\begin{matrix}{\frac {1}{80}}\end{matrix}}+{\begin{matrix}{\frac {1}{20}}\end{matrix}}+{\begin{matrix}{\frac {1}{500}}\end{matrix}} \over 6}} |
|                                 | {\displaystyle ={0.1945 \over 6}} |
|                                 | {\displaystyle =0.032416667} |
| {\displaystyle N_{e}}           | {\displaystyle =30.8} |
注意調和平均數的值小於算術平均數的大小。後者在本例中爲126.7。
尤其需要注意的是種群瓶頸效應，即有效群體大小受最低種群數量的嚴重影響。
另外一種計算家族有效種群大小Ne的方法爲Ne = (4N)/(Vk + 2) 其中Vk是種群大小的方差。家族大小變化增大是不利的，因爲這將導致家族的近親交配。

### 雌雄異體
對於雌雄異體的種群，即沒有自體受精的情況，則
{\displaystyle N_{e}=N+{\begin{matrix}{\frac {1}{2}}\end{matrix}}}
或者更普遍地，
{\displaystyle N_{e}=N+{\begin{matrix}{\frac {D}{2}}\end{matrix}}}
其中D表示雌雄異體特性，可取0（非雌雄異體）或者1（雌雄異體）。
當N很大時，Ne近似等於N，因此這通常不重要，可以忽略，即：
{\displaystyle N_{e}=N+{\begin{matrix}{\frac {1}{2}}\approx N\end{matrix}}}

### 非費雪式性別比
當一個種群性別比不符合費雪式（Fisherian）的1:1的比值，有效種群大小爲：
{\displaystyle N_{e}^{(v)}=N_{e}^{(F)}={4N_{m}N_{f} \over N_{m}+N_{f}}}
其中Nm是雄性數量而Nf爲雌性數量。例如，若有100個個體的群體中有80個雄性和20個雌性，則
| {\displaystyle N_{e}} | {\displaystyle ={4\times 80\times 20 \over 80+20}} |
|                       | {\displaystyle ={6400 \over 100}}                  |
|                       | {\displaystyle =64}                                |
同樣，這裏有效種群大小Ne小於絕對種群大小N。

### 對下一代的不均等貢獻
如果種群大小保持恒定，每個個體必須平均向下一代貢獻兩個配子。一個理想種群假設這遵循泊松分佈（Poisson distribution），此時每個個體貢獻配子數k的方差也等於貢獻配子的平均數，即2：
{\displaystyle \operatorname {var} (k)={\bar {k}}=2.}
然而，在自然種群中，方差通常大於此：
{\displaystyle \operatorname {var} (k)>2.}
則有效種群數量爲
{\displaystyle N_{e}^{(v)}={4N-2D \over 2+\operatorname {var} (k)}}
注意如果k的方差小於2，則Ne大於N。生育能力造成的遺傳偏差通常造成Ne值下降。

### 世代重疊及種群和年齡結構的關係
當生物的生存時間跨越多於一個生育季節，有效種群大小需要考慮進物種的生命表（life table）。

#### 單倍體
假設單倍體種群具有離散的年齡結構。例如一種生物可以再若干個離散的繁殖季節中存活。此外，定義如下年齡結構特徵：
{\displaystyle v_{i}=} 對年齡{\displaystyle i}的費雪氏繁殖值（Fisher's reproductive value），
{\displaystyle \ell _{i}=} 一個個體存活到年齡{\displaystyle i}的幾率，以及
{\displaystyle N_{0}=} 每個繁殖季節的新生個體數。
世代間隔可計算爲生於個體的平均年齡：
{\displaystyle T=\sum _{i=0}^{\infty }\ell _{i}v_{i}}
那麼，近交有效種群大小爲
{\displaystyle N_{e}^{(F)}={\frac {N_{0}T}{1+\sum _{i}\ell _{i+1}^{2}v_{i+1}^{2}({\frac {1}{\ell _{i+1}}}-{\frac {1}{\ell _{i}}})}}} （Felsenstein 1971）

#### 二倍體
類似地，對於具有離散年齡結構的二倍體種群的近交有效種群大小也可以計算。這首先由Johnson（1977）提出，但本文的符號更接近Emigh和Pollak（1979）。
假定生命表的基本參量和上述單倍體情況相同，但區分雌雄性，如用N0ƒ 和N0m分別表示新生的雌性和雄性個體數量（注意小寫ƒ代表雌性而大寫F表示近交）。則近交有效種群大小爲
{\displaystyle {\begin{aligned}{\frac {1}{N_{e}^{(F)}}}={\frac {1}{4T}}\left\{{\frac {1}{N_{0}^{f}}}+{\frac {1}{N_{0}^{m}}}+\sum _{i}\left(\ell _{i+1}^{f}\right)^{2}\left(v_{i+1}^{f}\right)^{2}\left({\frac {1}{\ell _{i+1}^{f}}}-{\frac {1}{\ell _{i}^{f}}}\right)\right.\,\,\,\,\,\,\,\,&\\\left.{}+\sum _{i}\left(\ell _{i+1}^{m}\right)^{2}\left(v_{i+1}^{m}\right)^{2}\left({\frac {1}{\ell _{i+1}^{m}}}-{\frac {1}{\ell _{i}^{m}}}\right)\right\}.&\end{aligned}}}

## 外部連結
- Holsinger, Kent. . University of Connecticut. 2008-08-26. （原始内容存档于2005-05-24）.
- Whitlock, Michael. . Biology 434: Population Genetics. The University of British Columbia. 2008  [2009-08-21]. （原始内容存档于2009-07-23）.
- https://web.archive.org/web/20050524144622/http://www.kursus.kvl.dk/shares/vetgen/_Popgen/genetics/3/6.htm — on Københavns Universitet

1. ↑  Wright S.  (PDF). Genetics. 1931, 16 (2): 97–159  [2009-08-21]. PMC 1201091 . PMID 17246615. doi:10.1093/genetics/16.2.97. （原始内容存档 (PDF)于2016-04-16）.
2. ↑  Wright S. . Science. 1938, 87 (2263): 430–431. doi:10.1126/science.87.2263.425-a.